# لوك بورغس (لاعب كرة قدم)
لوك بورغس (بالإنجليزية: Luke Burgess) هو لاعب كرة قدم بريطاني في مركز الوسط، ولد في 3 مارس 1999 في ليفربول في المملكة المتحدة. لعب مع ويغان أتلتيك.

## وصلات خارجية
- لوك بورغس (لاعب كرة قدم) على موقع قاعدة بيانات كرة القدم.إي يو (الإنجليزية)
- لوك بورغس (لاعب كرة قدم) على موقع Soccerbase.com (لاعب) (الإنجليزية)
- لوك بورغس (لاعب كرة قدم) على موقع Soccerway.com (الإنجليزية)